# Château de Chemillé
Le château de Chemillé est un château situé à Chemillé-Melay, en France.

## Localisation
Le château est situé dans le département français de Maine-et-Loire, sur la commune de Chemillé-Melay, dans le bourg de Chemillé.

## Description
Du château, seule subsiste la porte Est entre deux maisons sur la place du Château.

## Historique
L'édifice est classé au titre des monuments historiques en 1976 et inscrit en 1976.

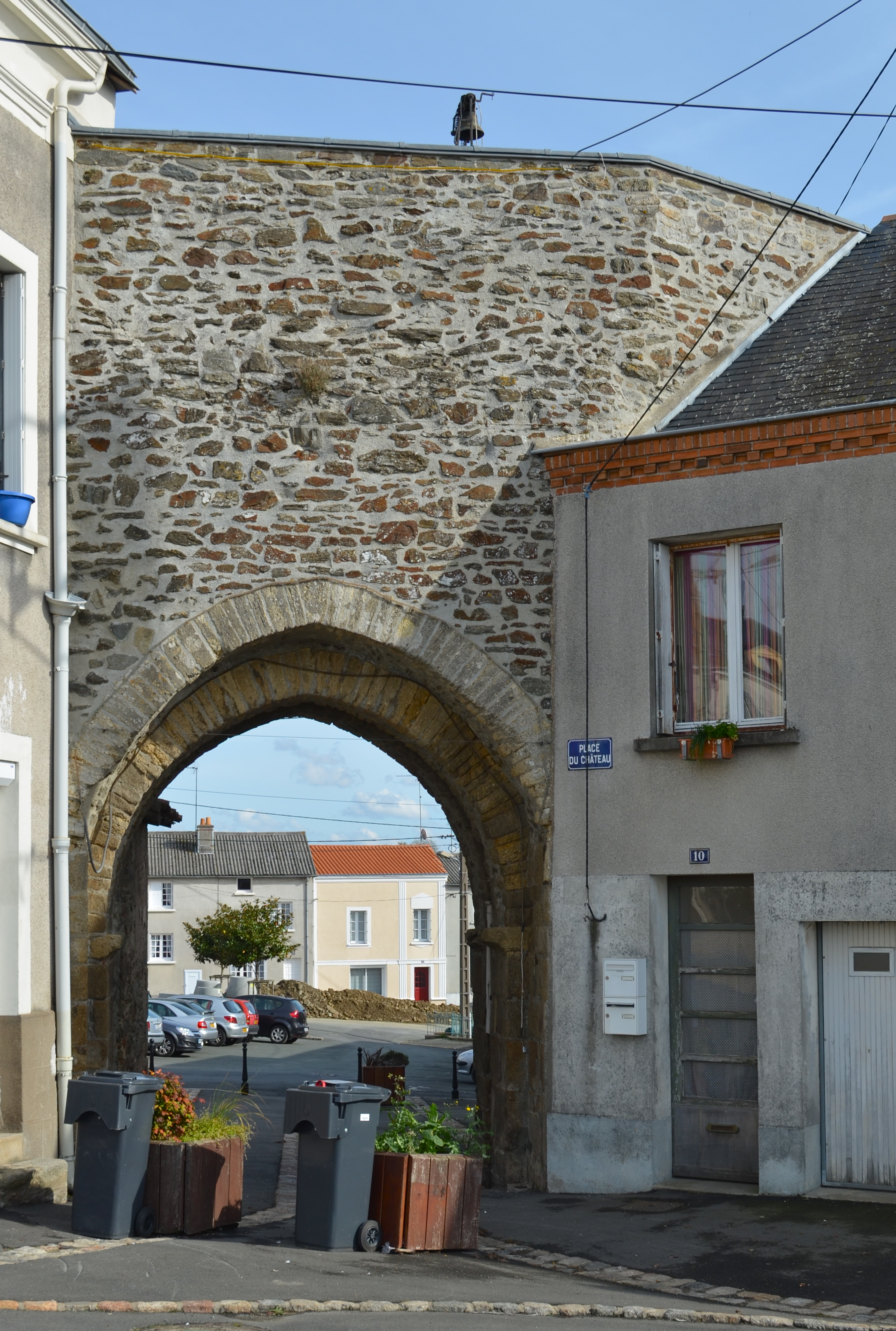